# Union Handballklub Krems
Le UHK Krems est un club de handball basé à Krems an der Donau en Autriche.

## Historiques
- 1947: Fondation du club.
- 2019 : doublé Championnat-Coupe d'Autriche

## Palmarès
- Championnat d'Autriche (4) : 1972/73, 1974/75, 1976/77, 2018/19
- Coupe d'Autriche (2) : 2009/10, 2018/19